# Cratere Williams (Marte)
Williams è un cratere sulla superficie di Marte.
Il cratere è dedicato all'astronomo britannico Arthur Stanley Williams.